# Juan Manuel Fernández Ochoa
Juan Manuel Fernández Ochoa (* 24. Juni 1951 in Madrid) ist ein ehemaliger spanischer Skirennläufer.

## Karriere
Fernández Ochoa trat erstmals 1974 bei den Weltmeisterschaften in St. Moritz in Erscheinung, als er Platz 54 in der Abfahrt belegte.
Zwei Jahre später gelang ihm mit dem 16. Platz im Riesenslalom bei den Olympischen Winterspielen in Innsbruck, welche zugleich als Weltmeisterschaft gewertet wurden, seine beste Platzierung bei einem internationalen Großereignis.
An diesen Erfolg konnte Fernández Ochoa nur bedingt anknüpfen. So erreichte er bei den Weltmeisterschaften 1978 in Garmisch-Partenkirchen lediglich Rang 28 im Riesenslalom, im Slalom schied er aus.

## Privates
Juan Manuel Fernández Ochoa stammt aus einer der bekanntesten Sportfamilien Spaniens. Sein Bruder Francisco gewann 1972 die erste spanische Goldmedaille bei Olympischen Winterspielen. Seine Schwester Blanca war ebenfalls erfolgreiche Skirennläuferin, sie gewann 1992 als erste spanische Frau eine Medaille bei Olympischen Winterspielen. Auch zwei weitere Geschwister, Dolores und Luis, waren als Skirennläufer aktiv.

## Erfolge

### Olympische Winterspiele
- Innsbruck 1976: 16. Riesenslalom, 36. Abfahrt, DNF Slalom

### Weltmeisterschaften
- St. Moritz 1974: 54. Abfahrt.
- Innsbruck 1976: 16. Riesenslalom, 36. Abfahrt, DNF Slalom
- Garmisch-Partenkirchen 1978: 28. Riesenslalom, DNF Slalom